# كارل أغار
كارل أغار هو عسكري كندي، ولد في 28 نوفمبر 1901 في Lion's Head, Ontario ‏ في كندا، وتوفي في 27 يناير 1968 في فيكتوريا في كندا.